# Junki Goryo
Junki Goryo (五領 淳樹 Goryō Junki?, nacido el 13 de diciembre de 1989 en Kokubu (actualmente Kirishima), Kagoshima) es un futbolista japonés que se desempeña como centrocampista.

## Trayectoria

### Clubes
| Club                | País  | Año         |
| ------------------- | ----- | ----------- |
| Roasso Kumamoto     | Japón | 2012 - 2014 |
| Kagoshima United FC | Japón | 2015 -      |

## Estadística de carrera

### J. League
| Club                | Año   | J. League | J. League | Copa J. League | Copa J. League | Total | Total |
| Club                | Año   | Part.     | Goles     | Part.          | Goles          | Part. | Goles |
| ------------------- | ----- | --------- | --------- | -------------- | -------------- | ----- | ----- |
| Roasso Kumamoto     | 2012  | 21        | 2         | -              | -              | 21    | 2     |
| Roasso Kumamoto     | 2013  | 7         | 0         | -              | -              | 7     | 0     |
| Roasso Kumamoto     | 2014  | 9         | 0         | -              | -              | 9     | 0     |
| Kagoshima United FC | 2016  | 24        | 2         | -              | -              | 24    | 2     |
| Kagoshima United FC | 2017  | 21        | 4         | -              | -              | 21    | 4     |
| Total               | Total | 82        | 8         | 0              | 0              | 82    | 8     |